# Gian Carlo Ronchetti
Gian Carlo Ronchetti (Milano, 29 giugno 1913 – Desio, 9 giugno 1991) è stato un bobbista italiano.

## Biografia
Partecipò con la Nazionale di bob dell'Italia alle Olimpiadi di Sankt Moritz 1948, classificandosi al 6º posto nel bob a quattro con Nino Bibbia, Edilberto Campadese e Luigi Cavalieri.